# Fernando Barral
Fernando Barral Arranz (Madrid, 18 de abril de 1928-La Habana, 4 de mayo de 2020) fue un médico, escritor y sociólogo español. Hijo del escultor segoviano Emiliano Barral, abatido en el frente de Usera en los primeros meses de la guerra.Sobrino del escultor Alberto Barral, exiliado en Argentina. Aún niño, se exilió en Argentina de donde fue deportado a Hungría, fijando más tarde su residencia en Cuba a través de su amistad con Ernesto Guevara.

## Biografía

### Infancia española
Nacido en la calle Ponzano de Madrid a las seis de la mañana del 18 de abril de 1928, primer y único hijo de Elvira Arranz y Emiliano Barral, cuando tenía diez meses sufrió un dramático accidente al caer con su madre a las vías del metro. Ambos sobrevivieron.
Pasó su infancia en la gran casa-taller que los Barral tenían en el Pasaje Romero nº 10, entre calle Modesto Lafuente y el Paseo de la Castellana. Estudió en el Instituto-Escuela, en el ambiente pedagógico de la Institución Libre de Enseñanza.
Al estallar la Guerra civil española, él, su madre y otras mujeres y niños de la familia Barral, fueron evacuados a Levante donde pasaron la mayor parte de los años que duró la contienda en la barraca que el abuelo, el anarquista Isidro Barral, se había construido a las afueras de la localidad alicantina de Elche. Allí vivió, "felizmente asalvajado" hasta los primeros meses de 1939.

#### El exilio
Siguiendo la versión histórica del relato autobiográfico, el 14 de marzo de 1939, con apenas once años, Fernando Barral y su madre salieron del puerto de Alicante, camino del exilio, en el barco carguero «African Trader» que les llevó a Orán donde permanecieron en penosas condiciones varios meses, hasta que Elvira Arranz consiguió que su hermano, residente en Argentina desde 1928, la reclamase. Viajaron de Argel a Marsella y, cruzando Francia, hasta Burdeos donde embarcaron en el Winnipeg, fletado por el SERE (Servicio de Evacuación de Refugiados Españoles). Zarparon el 4 de agosto de 1939. Tras cruzar el Canal de Panamá con la amenaza de la inminente guerra europea, llegaron a Valparaíso (Chile) el 2 de septiembre de 1939. Allí les esperaba Fernando Arranz.

### Juventud en Argentina
Gracias a un visado de turista para quince días pudieron entrar e instalarse en la casa que Fernando Arranz, como director de la Escuela Provincial de Cerámica, habitaba en el recinto del parque Sarmiento; allí vivió el joven Barral hasta 1942, en que el ceramista se trasladó a Buenos Aires, dejando la casita del parque a Alberto Barral que hacía poco había conseguido entrar en Argentina tras muchas peripecias. En la capital argentina, Fernando tuvo una adolescencia tranquila hasta 1944 en que regresó a Córdoba e inició sus estudios universitarios de Medicina. Informa Fernando en su autobiografía que en esa época ingresó en la Federación Juvenil Comunista, circunstancia que en cuarto año de la carrera le facilitó conseguir un trabajo en el departamento de propaganda del Partido Comunista Argentino. A finales de la década de 1940, en pleno peronismo fue detenido, encarcelado y, como extranjero que era, deportado a Hungría (gracias a las gestiones de su madre y un hábil abogado, de lo contrario habría acabado en la España franquista de posguerra española).

### Madurez en Hungría
Tras un recibimiento irregular (el aviso llegó más tarde que los deportados) y un ensayo de trabajo que hizo de forma voluntaria en una fábrica húngara, ingresó en septiembre de 1952 en la Facultad de Medicina sin ningún conocimiento del idioma. Superó los dos escollos, la lengua y los cursos que le quedaban para conseguir el título de doctor; trabajó como traductor simultáneo en el Consejo Mundial de la Paz y visitó la Unión Soviética, China, Vietnam, la República Democrática Alemana, Polonia, Suecia, Ceilán, Irak, Rumania y Bulgaria. Una vez estabilizado trajo a su madre. Y se casó con Isabel Dubecz, viviendo los tres en dos habitaciones de un piso que compartían con otra familia española. 
También comenzó a relacionarse con la comunidad de sudamericanos residentes en Budapest, algo que con el tiempo resultaría decisivo en el siguiente capítulo de su vida. En el capítulo universitario tuvo que aprender un idioma más, el latín, obligatorio para escribir los diagnósticos en las historias clínicas, así como para hacer las recetas; si estaban en húngaro, las farmacias no las aceptaban. Por fin, en 1955, tras casi diez años, obtuvo el título de doctor en medicina y Fernando Barral escogió una plaza de médico de barrio en el municipio de Újpest. Participó en la manifestación masiva del 22 de octubre de 1956 que acabó con el Gobierno húngaro hasta que en 1957, unos meses después, 'las aguas volvieron a su cauce' con János Kádár y la ayuda de los tanques rusos. 
A través de Judith Weiner, traductora también y amiga del círculo americano, entró en contacto con el profesor László Gáldi, con quien colaboró, junto a Judit Weinerné Vajda, para componer un diccionario húngaro-español y español-húngaro. Con el triunfo de la Revolución Cubana, comenzaron a visitar Budapest las primeras delegaciones de la isla caribeña. En diciembre de 1960, Judith Weiner, le dio una carta escrita con letra menuda, pero perfectamente legible. Decía así:

Querido Fernando: Sé que tenías dudas sobre mi identidad, pero creías que yo era yo. Efectivamente, aunque no, pues ha pasado mucha agua bajo mis puentes y del ser asmático, amargado e individualista que conociste, queda el asma. Me enteré que te habías casado. Yo también, tengo dos hijas, pero sigo siendo un aventurero, solo que ahora mis aventuras tienen un fin justo.
Saludos a tu familia de este sobreviviente de una época pasada y recibe el abrazo fraterno de

Che

que tal es mi nuevo nombre

### Doctor en Cuba
Así, el doctor Fernando Barral reencontró al doctor Ernesto Guevara. Con su ayuda, pues no poseía pasaporte, pudo viajar a Cuba, donde trabajó como médico e investigador social.
Incorporado como psicoterapeuta en el Hospital Psiquiátrico de La Habana que dirigía el comandante y doctor Bernabé Ordaz, tuvo que luchar contra la corriente organicista soviética en el campo de la Reflexología ("que solo tenía una existencia virtual, en algunas publicaciones teóricas y para el extranjero"). Pasó luego al Ministerio del Interior (1963-1966) como psiquiatra de los Servicios Médicos, alternando en principio su actividad con su trabajo en el Hospital y la Facultad. Al entrar a trabajar en el MININT cubano, Barral decidió darse de baja en el Partido Comunista de España.
En esa época Barral recibió la noticia de una herencia -cerca de cien mil dólares y un apartamento en Madrid-, que dada su posición donó al Gobierno revolucionario. Su generosidad no sirvió para gran cosa; por un defecto de procedimiento frente a los crecientes esquemas de la burocracia cubana, fue enviado como médico de base, por seis meses, a la antigua provincia de Oriente. Concluido el periodo de sanción, regresó a Santiago, se dio de baja en el departamento de Psiquiatría del MININT y entró en el de investigaciones sociales. Trabajó en la prisión de La Cabaña, cortó caña de azúcar en la zafra de 1969 e inició el largo proceso de entrada en el Partido Comunista de Cuba (que no conseguiría hasta 1980). En diciembre de 1969, como premio por ganar un concurso de ensayo, Barral Arranz viajó a Hanoi, donde tuvo oportunidad de conocer el Vietnam en guerra y desarrollar un extenso análisis sociológico. Pero su mayor hazaña sería realizar la primera entrevista pública de un extranjero con un prisionero norteamericano, el teniente coronel John McCain, hijo y nieto de los almirantes del mismo nombre, cuyo padre en aquellos momentos era jefe del Comando Pacífico de la Marina de los Estados Unidos, la máxima autoridad militar norteamericana en el Sureste Asiático.
Entre 1980 y 1986, colaboró en el Programa de Investigaciones Sociales sobre la Juventud, desarrollado por Academia de Ciencias de Cuba. Fruto de ese trabajo fueron sus artículos sobre «Modelación sociológica de la delincuencia» (1989) y «La mercantilización de la delincuencia en Cuba: características, desarrollo y peligros futuros», (1990). Se retiró en 1989 con grado de teniente coronel del Ministerio del Interior de Cuba. 
En 1998, recuperada su nacionalidad española, visitó el país del que había salido con apenas 9 años, "como tantos otros niños de la guerra".

## Publicaciones
- Diccionario Húngaro-Español / Diccionario Español-Húngaro, en colaboración con László Gáldi.
- Mis Vidas Sucesivas, Hungría, 1956. Segunda edición ampliada: Mis vidas sucesivas Recuerdos y destino de un niño de la guerra,
- Crónica de una insurrección. eBook. Editorial Ruth. 2014.

Fernando Barral considera como el conjunto más importante de su obra la colección de trabajos y estudios que sobre la delincuencia ha desarrollado en la última etapa de su vida profesional. Parte de ellos reunidos en Criminología Social (en colaboración con Alejandro Aldana Fong), inédito en el primer tercio de 2014.

## Legado Barral
En 1990 se recuperó parte de la obra perdida de Emiliano Barral, su padre, que había permanecido olvidada en los sótanos del Palacio de Monjuïc como parte de los desaparecidos fondos de la Exposición Internacional de París de 1937 en el Pabellón de la República Española, y que fueron devueltos a los herederos que los solicitaron. En 2012, Fernando Barral donó al Museo Reina Sofía algunas de las piezas más interesantes de aquella exposición, entre ellas la Cabeza de niño (Retrato de su hijo Fernando) (ca. 1933) y el busto Mi mujer (Elvira Arranz) (ca. 1928).